# Tim Holden
Thomas Timothy Holden (ur. 5 marca 1957) – amerykański polityk, członek Partii Demokratycznej. W latach 1993–2013 był przedstawicielem stanu Pensylwania w Izbie Reprezentantów Stanów Zjednoczonych, najpierw z szóstego, a od 2003 roku z siedemnastego okręgu wyborczego.